# Диференційний сигнал

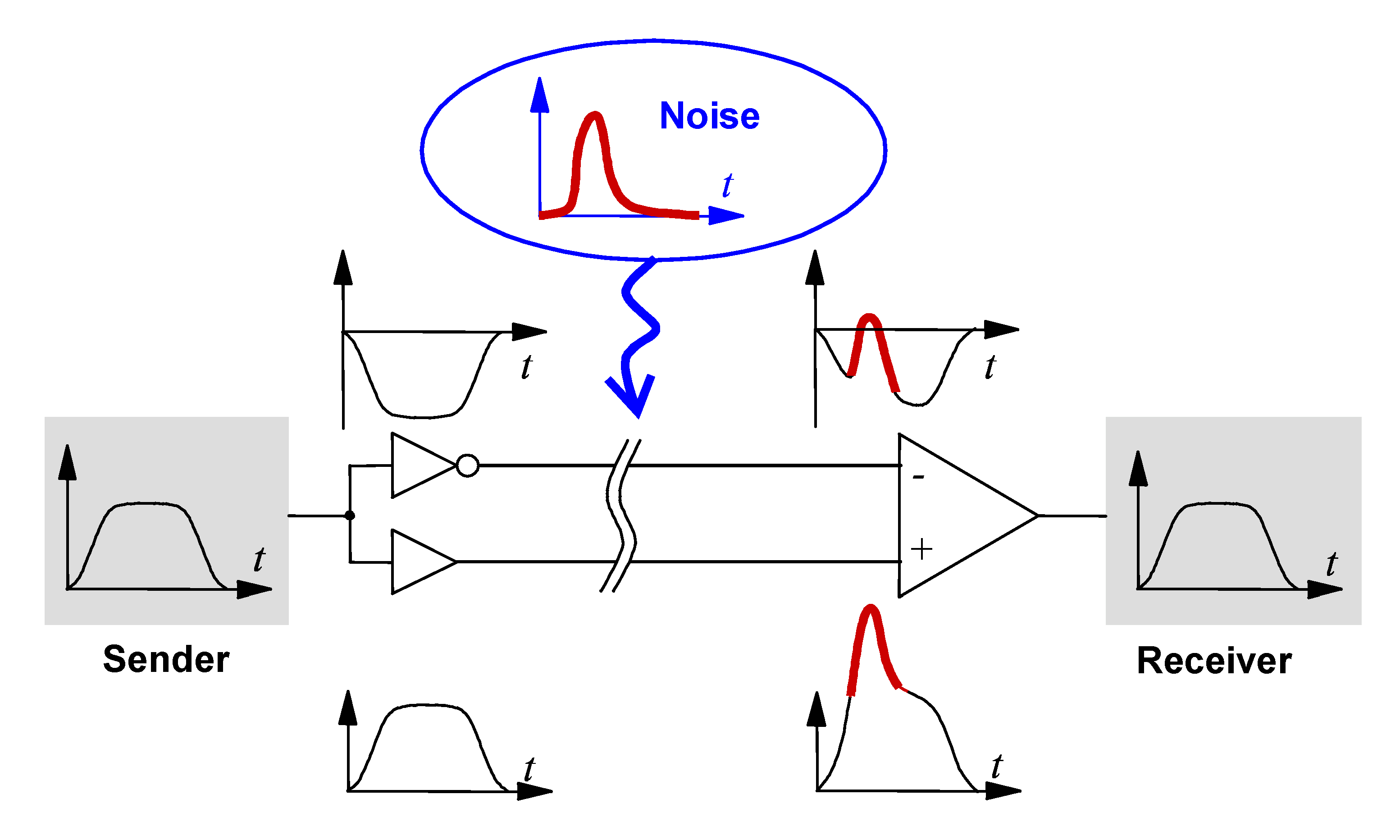
Зниження шуму за допомогою диференційної передачі сигналів

Диференційний сигнал — спосіб передачі сигналу, згідно якому інформація передається електричним чином із використанням двох протифазних сигналів, які передаються по двох спарених провідниках, що називаються диференційною парою. Оскільки зовнішні завади, як правило, впливають на обидва дроти (провідники) разом, а інформація міститься в різниці між ними, техніка покращує стійкість до електромагнітних перешкод в порівнянні з використанням тільки одного проводу і посиланням однополярного сигналу (відносно землі). Цей метод може бути використаний як для аналогових сигналів, наприклад в збалансованому аудіо, так і при передачі цифрових сигналів: RS-422, RS-485, Ethernet по витій парі, PCI Express, DisplayPort, HDMI, USB. Протилежний метод називається несиметричною передачею сигналів (англ. Single-ended signaling). Диференційні пари зазвичай знаходяться на друкованій платі, в кабелях (кручена пара, стрічкові кабелі) і в електричних з'єднувачах.